# Castel di Casio
Castel di Casio là một đô thị ở tỉnh Bologna vùng Emilia-Romagna của Ý, có vị trí khoảng 45 km về phía tây nam của Bologna. Tại thời điểm ngày 31 tháng 12 năm 2004, đô thị này có dân số 3.266 người và diện tích là 47,4 km².
Castel di Casio giáp các đô thị sau: Camugnano, Gaggio Montano, Granaglione, Grizzana Morandi, Porretta Terme, Sambuca Pistoiese.